# Leptochilus occultus
Leptochilus occultus is een vliesvleugelig insect uit de familie van de plooivleugelwespen (Vespidae). De wetenschappelijke naam van de soort is voor het eerst geldig gepubliceerd in 2003 door Gusenleitner.